# Mootools
MooTools (My object oriented tools) es un framework web orientado a objetos para JavaScript, de código abierto, compacto y modular. El objetivo de MooTools es aportar una manera de desarrollar JavaScript sin importar en qué navegador web se ejecute de una manera elegante. MooTools aporta una API documentada más enfocada a la orientación de objetos que la implementación estándar soportada por los navegadores web.

## Características
MooTools presenta las siguientes características:
- Es un framework modular y extendible, el desarrollador puede elegir (específicamente) qué componentes usar y cuáles no.
- MooTools es orientado a objetos y sigue los principios DRY.
- Componente avanzado de efectos (Effects), con transiciones (Transitions), de función parabólica, optimizadas y utilizadas por multitud de desarrolladores Flash.

## Componentes
La aplicación de descarga disponible en la web de Mootools permite al usuario descargarse sólo aquellas partes de la biblioteca que tiene pensado utilizar, y sus dependencias necesarias. Además, los usuarios pueden elegir el nivel de compresión de la descarga final. Algunos de las categorías de componentes son esbozadas a continuación:
- Core: colección de funciones de apoyo de las que hace uso el resto de componentes.
- Class: es la biblioteca base de MooTools para la instanciación de objetos
- Natives: Colección de mejoras al objeto nativo JavaScript, añadiendo funcionalidades, compatibilidad y nuevos métodos que simplifican el código.
- Element: multitud de mejoras y compatibilidades al objeto HTML
- Effects: API avanzada para animar Elements
- Remote: proporciona una interfaz para peticiones XHR, Cookie y herramientas para JSON
- Window: Proporciona una interfaz, válida para cualquier navegador, para obtener información del cliente, por ejemplo el tamaño de la ventana

## Compatibilidad entre navegadores
MooTools es compatible y está probado en:
- Safari 3+
- Internet Explorer 6+
- Mozilla Firefox 2+
- Opera 9+
- Google Chrome 4+

## Programación orientada a objetos
MooTools contiene un sistema de creación y herencia de clases que se asemeja al de los lenguajes de programación orientados a objetos. Por ejemplo, aquí tenemos el equivalente en MooTools al ejemplo de polimorfismo en un lenguaje orientado a objetos.
```
 
var
 
Animal
 
=
 
new
 
Class
({

    

    
initialize
:
 
function
(
name
){

        
this
.
name
 
=
 
name
;

    
}

    

 
});

 

 
var
 
Cat
 
=
 
new
 
Class
({

    

    
Extends
:
 
Animal
,

    

    
talk
:
 
function
(){

        
return
 
'Meow!'
;

    
}

    

 
});

 

 
var
 
Dog
 
=
 
new
 
Class
({

    

    
Extends
:
 
Animal
,

    

    
talk
:
 
function
(){

        
return
 
'Arf! Arf'
;

    
}

    

 
});

 

 
var
 
Animals
 
=
 
{

    
a
:
 
new
 
Cat
(
'Missy'
),

    
b
:
 
new
 
Cat
(
'Mr. Bojangles'
),

    
c
:
 
new
 
Dog
(
'Lassie'
)

 
};

 

Object
.
each
(
Animals
,
 
function
(
animal
){

    
alert
(
animal
.
name
 
+
 
': '
 
+
 
animal
.
talk
());

});

 
// alerts the following:

 
//

 
// Missy: Meow!

 
// Mr. Bojangles: Meow!

 
// Lassie: Arf! Arf!

```